# Speed Trials
Speed Trials è un brano di Elliott Smith. La canzone è il primo singolo estratto dal terzo album del cantautore, Either/Or del 1997.

## Tracce
1. Speed Trials – 3:04
2. Angeles – 2:50
3. I Don't Think I'm Ever Gonna Figure It Out – 1:55